# Dème de Kordelió-Évosmos
Le dème de Kordelió-Évosmos (grec moderne : Δήμος Κορδελιού-Ευόσμου) est un dème situé dans la périphérie de Macédoine-Centrale en Grèce. Le dème actuel est issu de la fusion en 2011 entre les dèmes d’Elefthério-Kordelió et d’Évosmos. La ville fait partie de l'aire urbaine de Thessalonique.